# Lycomedes

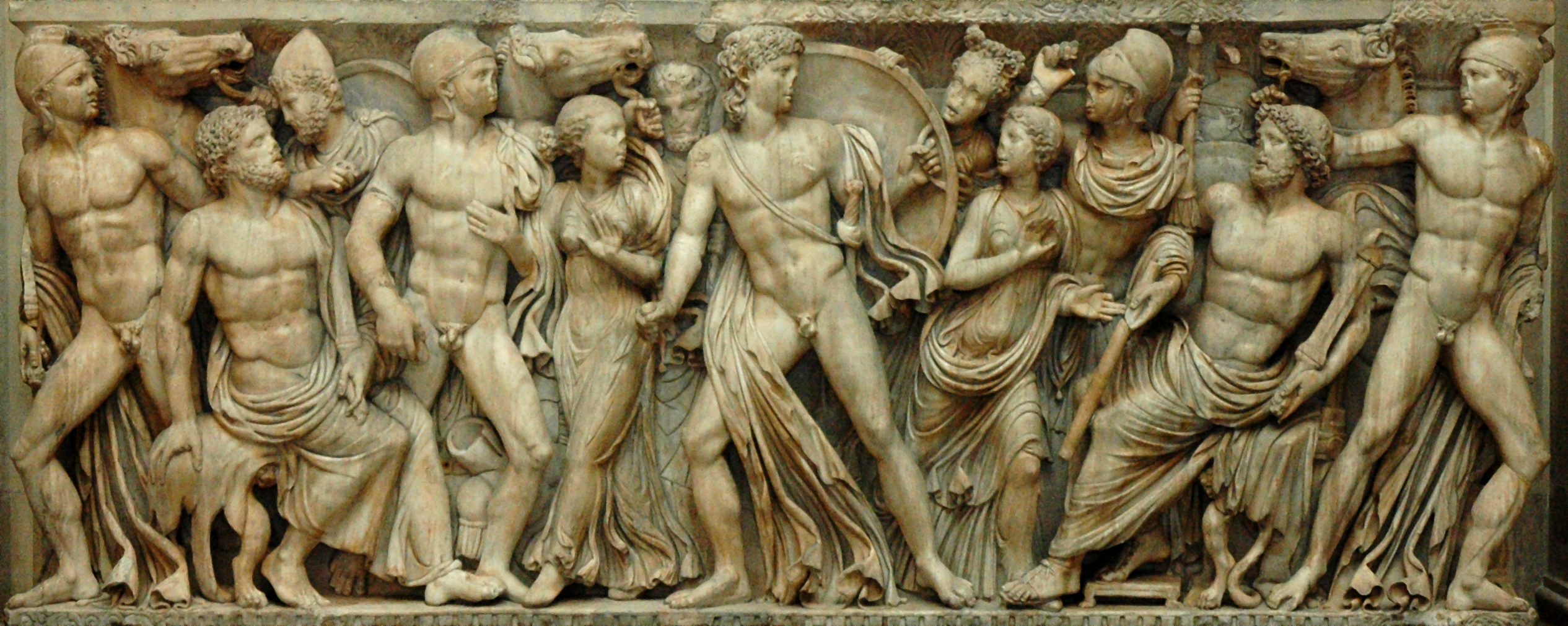
Achilles aan het hof van Koning Lycomedes, paneel van een Attische sarcofaag, ca. 240 AD, Louvre

In de Griekse mythologie is Lycomedes (Oudgrieks: Λυκομήδης) de koning van Skyros tijdens de Trojaanse Oorlog. Hij wordt ook wel Lycurgus genoemd.

## Lycomedes en Achilles
Voorafgaand aan de Trojaanse oorlog zond Thetis uit voorzorg haar zoon Achilles, vermomd als meisje, naar het hof van Lycomedes, om te voorkomen dat een profetie zou uitkomen waarin voorspeld werd dat hij zou sterven in Troje. Aan Lycomedes' hof trouwde Achilles in het geheim met Lycomedes' dochter Deidamia. Ze kregen een zoon Neoptolemus.
Odysseus en Diomedes (ook wel Nestor genoemd) kwamen op zeker moment naar Scyros om Achilles te zoeken. Odysseus verzon een list om Achilles uit zijn meisjesrol te laten vallen. Daarna namen ze Achilles mee naar Troje. Neoptolemus bleef bij zijn grootvader Lycomedes, totdat ook hij moest vechten in de Trojaanse oorlog.

## Lycomedes en Theseus
Plutarchus zegt dat Lycomedes de naar zijn eiland gevluchte Theseus heeft gedood door hem van een rots te stoten. De reden was dat Lycomedes bang zou zijn dat Theseus hem zou onttronen.